# Anolis omiltemanus
Anolis omiltemanus – gatunek jaszczurki z rodziny Anolidae i kladu Iguania.

## Systematyka
Gatunek zaliczany jest do rodzaju Anolis. Zaliczany bywał też do Norops, obecnie uznawanego za młodszy synonim Anolis. Rodzaj Anolis umieszcza się obecnie w monotypowej rodzinie Anolidae. W przeszłości zaliczano go jednak do rodziny legwanowatych (Iguanidae).

## Rozmieszczenie geograficzne
Gad ten występuje w paśmie górskim Sierra Madre Południowej w środkowej części stanu Guerrero w południowym Meksyku. Zamieszkuje na wysokości od 1500 do 2500 m n.p.m.
Bytuje w lasach sosnowych oraz sosnowo-dębowych, gdzie spotyka się go w ściółce i pośród niskich krzewów.

## Zagrożenia i ochrona
W Czerwonej księdze gatunków zagrożonych IUCN Anolis omiltemanus jest klasyfikowany jako gatunek najmniejszej troski (LC, ang. Least Concern).
Występuje umiarkowanie licznie. Populacja jest stabilna.
Zagraża mu rolnictwo. Gatunek jest objęty ochroną prawną w Meksyku. Występuje na obszarze chronionym Omiltemi State Park.